# Plastic Memories
Plastic Memories (プラスティック・メモリーズ Purasutikku Memorīzu) viết tắt là Pla-Memo (プラメモ Puramemo) là một bộ anime truyền hình Nhật Bản được sản xuất bởi studio Doga Kobo và đạo diễn bởi Fujiwara Yoshiyuki. Cốt truyện và kịch bản phim được sáng tác bởi Hayashi Naotaka. Bộ anime được phát sóng tại Nhật Bản từ ngày 5 tháng 4 năm 2015 đến ngày 28 tháng 6 năm 2015.

## Cốt truyện
Bối cảnh của Plastic Memories diễn ra ở một thành phố trong tương lai gần (lấy cảm hứng từ Singapore), khi mà con người chung sống cùng những android (Người máy) không chỉ có ngoại hình giống mà còn có cả cảm xúc lẫn ký ức giống như con người. Tập đoàn SAI, một công ty đi đầu trong lĩnh vực sản xuất android đã giới thiệu Giftia, một mẫu android cao cấp hầu như giống con người về mọi mặt. Vòng đời của một Giftia là 81 920 giờ (khoảng 9 năm 4 tháng), và nếu vượt quá thời hạn sử dụng sẽ dẫn tới sự phân rã nhân cách, mất trí nhớ và phát sinh bạo lực. Và kết quả là Dịch vụ hậu kì ra đời với nhiệm vụ thu hồi những Giftia sắp kết thúc vòng đời từ những người chủ của họ và xóa ký ức của các Giftia. Để thực hiện công việc này, nhân viên của Dịch vụ hậu kì phải làm việc theo một nhóm gồm một con người (được gọi là "spotter") và một Giftia (được gọi là "marksman"). Câu truyện xoay quanh Mizugaki Tsukasa và cộng sự của anh, Isla - một Giftia đang gần đến hết vòng đời.

## Nhân vật
Mizugaki Tsukasa (水柿 ツカサ Mizugaki Tsukasa)
Lồng tiếng bởi: Takumi Yasuaki
Tsukasa là nam nhân vật chính của câu truyện, 18 tuổi. Anh rớt trong kì thi đầu vào đại học vì lý do sức khỏe và sau đó nhận được một công việc trong Phòng dịch vụ hậu kì số 1 nhờ cha mình, mặc dù ban đầu anh còn không biết họ làm công việc gì. Anh được chọn làm spotter của Isla và nhanh chóng gắn bó với cô mà không hay biết rằng cô đang dần dần đi hết vòng đời của mình. Khi biết được sự thật, anh từ chối việc bỏ Isla và tiếp tục làm cộng sự của cô. Anh đã nảy sinh tình cảm với Isla ngay từ lần chạm mặt đầu tiên nhưng đến khi bắt cặp với cô, Tsukasa mới nhận ra điều này.
Isla (アイラ Aira)
Lồng tiếng bởi: Amamiya Sora
Isla là nữ nhân vật chính của câu truyện, một Giftia với ngoại hình rất trẻ con với mái tóc tết hai bím và thường hay vấp ngã. Cô được cho là một nhân viên kì cựu trong phòng và đã từng một lần làm cộng sự của Kazuki với tư cách marksman. Sau đó, tất cả những gì cô là làm phục vụ trà trong tập đoàn SAI, cho tới khi Tsukasa tới, trở thành cộng sự của cô và đưa cô trở lại làm việc trực tiếp mặc dù cô chỉ còn chưa tới 2000 giờ cho tới khi kết thúc vòng đời. Sau này cô nảy sinh tình cảm với Tsukasa.
Kinushima Michiru (絹島 ミチル Kinushima Michiru)
Lồng tiếng bởi: Akasaki Chinatsu
Michiru là một nhân viên 17 tuổi làm việc tại phòng dịch vụ hậu kì số 1 của SAI trước Tsukasa 1 năm. Cô có vẻ có cảm tình với Tsukasa nhưng lại một mực phủ nhận nó. Được nuôi dạy bởi một Giftia, cho nên cô có một sự cảm thông sâu sắc với những "android children", những đứa trẻ lớn lên dưới sự chăm sóc của Giftia hoặc những android khác. Cô đã từng cố bảo vệ người bảo hộ của mình khỏi bị thu hồi, kết quả khiến ông trở thành "Wanderer" và sau đó bị bắn hạ bởi R. Security. Điều này khiến cô có một ác cảm sâu sắc với họ. Và chính trải nghiệm ấy đã thúc đẩy cô tham gia vào phòng dịch vụ hậu kì số 1.
Zack (ザック  Zakku)
Lồng tiếng bởi: Yahagi Sayuri
Cộng sự của Michiru, một Giftia với ngoại hình giống một cậu bé. Cậu thích trêu chọc người khác bằng cách tiết lộ những bí mật của họ.
Kuwanomi Kazuki (桑乃実 カヅキ Kuwanomi Kazuki)
Lồng tiếng bởi: Toyoguchi Megumi
Cấp trên của Tsukasa tại phòng dịch vụ hậu kì số 1. Cô từng là spotter của Isla và hết sức bảo vệ người cộng sự cũ của mình. Cô có vẻ có tửu lượng kém và phải dùng chân giả do sự cố khi cố gắng thu hồi cha của Michiru 3 năm trước.
Constance (コンスタンス Konsutansu)
Lồng tiếng bởi: Hino Satoshi
Một Giftia làm việc tại phòng dịch vụ hậu kì số 1. Anh là marksman hiện tại của Kazuki và có tính cách rất lịch thiệp.
Hanada Yasutaka (縹 ヤスタカ Hanada Yasutaka)
Lồng tiếng bởi: Tsuda Kenjiro
Một nhân viên kì cựu đã làm việc tại phòng dịch vụ hậu kì số 1 10 năm. Anh có tác phong làm việc rất thất thường và cũng thiếu động lực.
Sherry (シェリー Sherī)
Lồng tiếng bởi: Aimi
Một marksman của Yasutaka. Cô rất nghiêm túc và ngoại hình rất ra dáng một phụ nữ công sở. Cô thường khó chịu với thái độ của công sự của mình và việc anh ta thường trốn việc. Khi tức giận, cô có thể đáng sợ như Kazuki.
Kawarake Ren (土器 レン Kawarake Ren)
Lồng tiếng bởi: Ogami Shinnosuke
Một nhân viên trong phòng dịch vụ hậu kì số 1. Zack mô tả anh là "một gã bàn giấy".
Miru Eru (海松 エル Miru Eru)
Lồng tiếng bởi: Uesaka Sumire
Một kĩ sư trong đội bảo dưỡng Giftia, chỉ có 2 năm kinh nghiệm. Cô rất thích android và đặc biệt mê Isla. Bạn của cô, một Giftia tên là Olivia, đã bị thu hồi nhiều năm trước, nhưng cô ta đã được thay OS và sống một cuộc đời mới trong phòng dịch vụ hậu kì số 3 với cái tên Andie.
Yamanobe Takao (山野辺 タカオ Yamanobe Takao)
Lồng tiếng bởi: Tobita Nobuo
Trưởng phòng của phòng dịch vụ hậu kì số 1. Ông trước kia từng có một việc làm ở bộ phận bán hàng nên không có bất kì kinh nghiệm thực tế gì với công việc hiện tại của mình. Ông có vẻ đang gặp khó khăn trong việc giao tiếp với con gái của mình.
Tetsuguro Mikijiro (鉄黒 ミキジロウ Tetsuguro Mikijirō)
Lồng tiếng bởi: Hoshino Mitsuaki
Người giám sát của Eru và là người đứng đầu Phòng kiểm tra, ông cũng là người đo đạc các kĩ năng vật lý của Giftia.

### Nhân vật khác
Shirohana Chizu (白花 チヅ Shirohana Chizu)
Lồng tiếng bởi: Suzuki Reiko
Một bà già khó tính đã nuôi dạy Nina, một Giftia, như cháu của mình.
Wakanae Souta (若苗 ソウタ Wakanae Souta)
Lồng tiếng bởi: Misato Fukuen
Một "android child" nhỏ được nuôi dưỡng bởi Marcia, một Giftia của gia đình cậu.
Marcia (マーシャ)
Lồng tiếng bởi: Noto Mamiko
Một Giftia đã nuôi dạy Souta với tư cách một người chị.
Shinonome (東雲)
Lồng tiếng bởi: Miyake Kenta
Một đội trưởng của R. Security có nhiệm vụ săn lùng những Giftia đã quá hạn sử dụng.
Andie (アンディ)
Lồng tiếng bởi: Komatsu Mikako
Một marksman từ phòng dịch vụ hậu kì số 3. Cô từng có tên là Olivia, hàng xóm và cũng là một người bạn của Eru, nhưng sau đó bị dịch vụ hậu kì thu hồi, và vì cắt giảm ngân sách nên cô được thay OS và được tái sử dụng với cái tên hiện tại.
Antonio Horizon (アントニオ・ホリゾン)
Lồng tiếng bởi: Hiroshi Naka
Một ông trùm mafia, người sở hữu và để Sarah làm vệ sĩ cho mình. Khi bắt đầu quan tâm đến Sarah, ông nhận ra cách sống của ông đã làm Sarah không thể có một cuộc sống bình thường nên đã tìm một người bạn để chơi cùng cô.
Sarah (サラ)
Lồng tiếng bởi: Takagaki Ayahi
Một Giftia làm việc cho Antonio với tư cách là vệ sĩ cho ông nhiều năm. Hai người trở nên thân thiết và Antonio xem cô như cháu gái

## Các chuyển thể

### Anime
Một bộ anime truyền hình dài 13 tập đã được sản xuất bởi Doga Kobo và đạo diễn bởi Fujiwara Yoshiyuki.  Nội dung được viết bởi Hayashi Naotaka, và nhạc được sản xuất bởi Mages. Okiura đảm nhiệm vai trò thiết kế nhân vật và được Nakajima Chiaki dùng trong anime,  trong khi bối cảnh được tạo bởi Atelier Rourke 07, Gachi Prodution, và Nara Animation. Bộ anime được phát sóng từ ngày 5 tháng 4 năm 2015 tới ngày 28 tháng 6 năm 2015 trên kênh Tokyo MX. . Nó được chiếu lại trên GYT, GTV, ABC, GBS, MTV, BS11, và AT-X. Niconico cũng phát sóng trực tuyến bộ phim trên nền tảng của họ từ ngày 9 tháng 4 năm 2015. Bản nhạc mở đầu "Ring of Fortune" được thể hiện bởi Sasaki Eri và bản nhạc kết thúc "Asayake no Starmine" (朝焼けのスターマイン lit. "Tia sáng bình minh") được thể hiện bởi Imai Asami.  Tập đầu và tập thứ 7 có nhạc nền "Again & Again" được thể hiện bởi Melody Chubak. Tập thứ 8 dùng ca khúc "Ring of Fortune" làm nhạc kết thúc thay vì mở đầu. Tập thứ mười có nhạc nền được hát bởi Amamiya Sora, diễn viên lồng tiếng của Isla, có tên  "Suki nano de." (好きなので。 lit. "Bởi vì em yêu anh.").
Crunchyroll phát trực tuyến loạt phim ở Bắc Mỹ, Trung Mỹ, Nam Mỹ và Châu Âu, ngoại trừ Vương quốc Anh, Cộng hòa Ireland, Đức, Áo và Liechtenstein. Funimation phát trực tuyến loạt phim ở Hoa Kỳ và Canada.

### Manga
Một bản manga ngoại truyện chuyển thể được vẽ bởi Yūyū với tựa đề Plastic Memories: Say to Good-bye (プラスティック・メモリーズ Say to good-bye) với Kinushima Michiru làm nhân vật chính. Bắt đầu được xuất bản 6/2015 in trong ASCII Media Works' Dengeki G's Comic. Tập tankōbon đầu tiên được xuất bản 27/4/2015.
| # | Ngày phát hành    | ISBN              |
| - | ----------------- | ----------------- |
| 1 | 27 tháng 4, 2015  | 978-4-04-865084-7 |
| 2 | 27 tháng 11, 2015 | 978-4-04-865529-3 |
| 3 | 27 tháng 9, 2016  | 978-4-04-892167-1 |

### Trò chơi điện tử
Một trò chơi chuyển thể được phát triển bởi 5pb. cho hệ máy PlayStation Vita được phát hành ở Nhật từ 13 tháng 10 năm 2016. 